# ヴァンダルズ
ザ・ヴァンダルズ（The Vandals）は、1980年にアメリカ合衆国カリフォルニア州ハンティントンビーチで結成されたパンク・ロック・バンド。

## 概要・来歴
結成時のメンバーは、スティーヴン・ロナルド・"スティーボ"・ジェンセン（ボーカル）、ジャン・ニールス・アッカーマン（ギター）、スティーヴ・"ヒューマン"・ポウター（ベース）、ジョー・エスカランテ（ドラム）。
1986年にスティーボが脱退し、デイヴ・クァッケンブッシュがメンバーに加入。
ベーシストはポウターが脱退後、ジョー・エスカランテがドラムよりパートチェンジし、ドラマーにダグ・マキノンが加入。
1989年にアッカーマンとマキノンが脱退。
その後、ギタリストにウォーレン・フィッツジェラルド、ドラマーに当時ディズニーランドでドラムを叩いていたジョシュ・フリースが加入し、現在のラインナップとなる。

## メンバー

### 現在のラインナップ
- ジョー・エスカランテ (Joe Escalante) – ベース (1988年– )、ドラム (1980年–1988年)、ボーカル (1980年– )
- デイヴ・クァッケンブッシュ (Dave Quackenbush) – ボーカル、ギター (1984年– )
- ウォーレン・フィッツジェラルド (Warren Fitzgerald) – ギター、ボーカル (1989年– )
- ジョシュ・フリース (Josh Freese) – ドラム (1989年– )

### 旧メンバー
- ジャン・ニールス・アッカーマン (Jan Nils Ackermann) – ギター、バック・ボーカル (1980年–1989年)
- スティーヴン・ロナルド・"スティーボ"・ジェンセン (Steven Ronald Jensen) ("Stevo") – リード・ボーカル (1980年–1984年) ※2005年死去
- ヴィンス・メサ (Vince Mesa) – ドラム (1980年)
- スティーヴ・ゴンザレス (Steve Gonzalez) – ベース (1980年)
- ボブ・エモリー (Bob Emory) – ベース (1980年)
- スティーヴ・"ヒューマン"・ポウター (Steve "Human" Pfauter) – ベース (1980年–1984年) ※2022年死去
- ブレント・ターナー (Brent Turner) – ベース (1984年)
- シャルマー・ルマリー (Chalmer Lumary) – ベース (1984年–1985年、1989年)
- ロビー・アレン (Robbie Allen) – ベース、バック・ボーカル (1985年–1989年)
- ダグ・マキノン (Doug MacKinnon) – ドラム (1988年–1989年)
- トッド・バーンズ (Todd Barnes) – ドラム (1989年) ※1999年死去

## ディスコグラフィ

### スタジオ・アルバム
- 『ホウェン・イン・ローマ、ドゥ・アズ・ザ・ヴァンダルズ』 - When in Rome Do as the Vandals (1984年、National Trust)
- Slippery When Ill (1989年、Restless/Sticky Fingers)
- 『フィアー・オブ・パンク・プラネット』 - Fear of a Punk Planet (1990年、Triple X)
- 『リヴ・ファースト・ダイアリーア』 - Live Fast, Diarrhea (1995年、Nitro)
- 『ザ・クイックニング』 - The Quickening (1996年、Nitro)
- 『ハッピー・クリスマスwithヴァンダルズ!…Oi to the World!』 - Oi to the World! (1996年、Kung Fu)
- 『アイスクリーム・トリート・インサイド』 - Hitler Bad, Vandals Good (1998年、Nitro)
- 『ルック・ホワット・アイ・オールモスト・ステップト・イン…』 - Look What I Almost Stepped In... (2000年、Nitro)
- 『インターネット・デーティング・スーパー・ストゥッズ』 - Internet Dating Super Studs (2002年、Kung Fu)
- 『ハリウッド・ポテト・チップ』 - Hollywood Potato Chip (2004年、Kung Fu)

### ライブ・アルバム
- Sweatin' to the Oldies: The Vandals Live (1994年、Triple X)
- Live at the House of Blues (2004年、Kung Fu)

### コンピレーション・アルバム
- 『ピース・スルー・ヴァンダリズム』 - Peace thru Vandalism / When in Rome Do as the Vandals (1989年、Time Bomb)
- 『ベスト・オブ・ザ・ヴァンダルズ』 - Best Of The Vandals (1998年、Nitro)
- 『シンゴ・ジャパニーズ・リミックス・アルバム』 - Shingo Japanese Remix Album (2005年、Kung Fu)
- 『BBCセッションズ・アンド・アザー・ポリッシュド・ターズ』 - BBC Sessions and Other Polished Turds (2008年、Kung Fu)
- Curse of the Unripe Pumpkin (2020年、Kung Fu)